# هالپرین ۲۰۲۷۴
سیارک ۲۰۲۷۴ (به انگلیسی: 20274 Halperin، نامگذاری:1998FZ40) بیست هزار و دویست و هفتاد و چهارمین سیارک کشف شده‌است که در ۲۰ مارس ۱۹۹۸ کشف شد.
قدر مطلق سیارک برابر ۹٫۳ است.